# Borja Martínez
Borja Martínez Giner, conocido como Borja Martínez o simplemente Borja (Alicante, 2 de marzo de 1994), es un futbolista español,  juega como delantero centro en el Club de Futbol Intercity de la Primera Federación.

## Trayectoria
Borja Martínez Giner es un extremo formado en el Hércules CF, con el que llegó a debutar en Segunda División en la temporada 2012-13 a las órdenes de Quique Hernández y más tarde, abandonaría el conjunto alicantino para jugar en el filial del Espanyol. Durante una temporada estuvo cedido en la Cultural Leonesa.
Más tarde, en la temporada 2016-17 llegaría al Lorca FC con el que ascendería a la Segunda División de España. 
En la temporada 2017-18, jugaría en las filas del CD Ebro donde disputó 35 partidos y anotó 4 goles.
En la temporada 2018-19, llega al Elche CF para reforzar al conjunto ilicitano en su regreso a la Liga 123.
En la temporada 2019-20, regresa al Hércules CF de la Segunda División B de España para firmar durante dos temporadas.
El 23 de enero de 2020, el extremo es cedido a la Unión Deportiva Ibiza de la Segunda División B de España.
En la temporada 2020-21, volvería al Hércules CF de la Segunda División B de España, para cumplir su segundo año de contrato.
En la temporada 2021-22, firma por la UD Sanse de la Primera División RFEF.
El 30 de junio de 2022, firma por el Real Murcia Club de Fútbol de la Primera División RFEF. Mes y medio después, el jugador es rescindido por el conjunto murciano alegando problemas médicos.
El 19 de agosto de 2022, regresa a la Unión Deportiva San Sebastián de los Reyes de la Primera Federación.

## Clubes
| Club                           | País   | Año       |
| ------------------------------ | ------ | --------- |
| Hércules CF B                  | España | 2011−2013 |
| Hércules CF                    | España | 2013      |
| RCD Espanyol B                 | España | 2013−2016 |
| Cultural Leonesa               | España | 2014−2015 |
| Lorca FC                       | España | 2016−2017 |
| C.D. Ebro                      | España | 2017−2018 |
| Elche CF                       | España | 2017-2019 |
| Hércules CF                    | España | 2019-2021 |
| Unión Deportiva Ibiza (Cedido) | España | 2020      |
| UD. Sanse                      | España | 2021-2022 |
| Real Murcia CF                 | España | 2022      |
| U.D. Sanse                     | España | 2022-2023 |
| C.D. Teruel                    | España | 2023-2024 |
| C.F. Intercity                 | España | 2024-2025 |